# Département Bouches-de-l’Yssel

Landkarte der Départements in der heutigen Benelux-Region

Das  Département des Bouches-de-l'Yssel (deutsch Departement der IJsselmündungen; niederländisch Departement van de Monden van de IJssel) war ein von 1811 bis 1813 zum französischen Staat gehörendes Département. Benannt war es nach dem Mündungsgebiet der IJssel. Nicht zu verwechseln ist dieses Departement mit dem Département de l’Yssel-Supérieur (Departement der Oberijssel).

## Geschichte
Vor 1790 gehörte das Gebiet des Departements zu der historischen Provinz Overijssel der Republik der Vereinigten Niederlande. Im Zusammenhang mit der Revolution in Frankreich (1789) und dem ersten Revolutionskrieg (1792–1797) war 1795 in den nördlichen Niederlanden die Batavische Republik entstanden. 1806 ging diese in das Königreich Holland auf, das von Napoleons Bruder Louis Bonaparte regiert wurde. Nachdem Louis im Juli 1810 abdankte wurde das Territorium in das Französische Kaiserreich eingegliedert.
Zum 1. Januar 1811 erfolgte eine Neueinteilung der vorherigen holländischen Departements und eine Angleichung an die französische Verwaltungsgliederung. Für das Departement der IJsselmündungen gab es hinsichtlich des Verwaltungsgebiets keine Änderung, es entsprach dem des vorherigen holländischen Departements Overijssel. Dagegen war das neue Departement der Ober-IJssel aus Teilen des vorherigen Departments Geldern gebildet worden.
Vorübergehend, vom 1. Januar bis zum 27. April 1811, war auch das zuvor zum Großherzogtum Berg gehörende Arrondissement Coesfeld (Department der Ems) unter dem neuen Namen Arrondissement Steinfurt an das Departement der IJsselmündungen angegliedert, und wechselte dann zum neugebildeten Département de la Lippe.
Entsprechend der französischen Verwaltungsgliederung war das Departement in Arrondissements, Kantone und Gemeinden untergliedert. Die Kantone waren zugleich Friedensgerichtsbezirke.
Nach der Niederlage Napoleons in der Völkerschlacht bei Leipzig (Oktober 1813) kam das Land im Dezember 1813 in den Besitz von Wilhelm von Oranien-Nassau. Aufgrund der auf dem Wiener Kongress (Juni 1815) getroffenen Vereinbarungen kann das Gebiet zum neuen Königreich der Niederlande. Im August 1815 wurde dieses in Provinzen eingeteilt, aus dem Departement der IJsselmündungen entstand die heutige Provinz Overijssel.

## Gliederung
Hauptort (chef-lieu) des Departements bzw. Sitz der Präfektur war die Stadt Zwolle. Es war in drei Arrondissements und 15 Kantone eingeteilt:
| Arrondissement             | Hauptorte der Kantone, Sitz der Friedensgerichte           |
| -------------------------- | ---------------------------------------------------------- |
| Zwolle                     | Hasselt, Kampen, Steenwijk, Vollenhove, Zwolle             |
| Almelo                     | Almelo, Delden, Enschede, Goor, Oldenzaal, Ootmarsum       |
| Deventer                   | Deventer, Hardenberg, Ommen, Raalte                        |
| Von Januar bis April 1811: |                                                            |
| Steinfurt                  | Bentheim, Billerbeck, Coesfeld, Ochtrup, Rheine, Steinfurt |

Das Departement hatte eine Fläche von 1.450 Quadratkilometern und im Jahr 1812 insgesamt 145.000 Einwohner.